# Nigéria nos Jogos Olímpicos de Verão de 2016
Nigéria participou dos Jogos Olímpicos de Verão de 2016, que foram realizados na cidade do Rio de Janeiro, no Brasil, entre os dias 5 e 21 de agosto de 2016.
A equipe de Futebol masculino conquistou a medalha de bronze no dia 20 de agosto de 2016 jogando contra o time de Honduras vencendo por 3x2 no estádio do Mineirão. 